# Grmada nad Ortnekom

Lega kraja v Atlasu okolja

Grmada nad Ortnekom (tudi samo Grmada) je razgledna točka, ki leži na zahodni strani zakrasele ribniške Male gore na nadmorski višini 887 metrov. V bližini je naselje Vrh pri Poljanah, do katerega vodi asfaltirana cesta.
Na Grmadi so v času turških vpadov kurili kresove in obveščali prebivalstvo, da preti turška nevarnost. S poraščenega vrha je ob lepem vremenu lep razgled.
Na vrhu stojita turistični dom, postavljen leta 1959, in RTV oddajnik. Preko vrha poteka Ribniška planinska pot.